# Castello di Grodziec
Il castello di Grodziec (in polacco Zamek Grodziec, in tedesco Gröditzburg) è un castello del periodo tardo-gotico situato vicino al villaggio di Grodziec, nel comune di Zagrodno, nel distretto di Zlotoryja del voivodato della Bassa Slesia. Il castello si trova sulla cima del colle omonimo.
Venne costruito su una collina di basalto, post-eruttiva, ripida ad un'altitudine di 389 m s.l.m..  L'11 maggio 1951 con il numero A/3515/279, il castello venne inserito nel registro dei monumenti dell'Istituto del Patrimonio Nazionale. Vicino al castello corre il Sentiero dei castelli dei Piast.

## Storia del castello
La prima menzione del castello medievale risale al 1155 e al 1175. A quel tempo, qui si trovava la fortificazione della tribù slava occidentale di Bobry. Nel 1175 Grodziec insieme al castello fu proprietà del principe Boleslao I l'Alto. Il successivo proprietario del castello fu il principe di Jawor e Swidnica Bolko I di Świdnica, detto il Severo, che ricostruì il castello nel 1296-1301. I successivi proprietari del castello furono il principe Boleslav III il Prodigo, il cavaliere Budziwój di Niedzwedzice e Chojnów, il duca di Legnica Federico I e il duca Federico II. A quel tempo, il castello fu ampliato di nuovo con l'utilizzo della pietra come materiale da costruzione principale. L'edificio fu eretto sulla pianta esagonale con torri agli angoli e il mastio quadrilatero. Durante le guerre hussite, l'edificio fu catturato e saccheggiato dalle truppe hussite. All'inizio del XVI secolo, sul lato nord-ovest del complesso, fu costruito un nuovo edificio, il cosiddetto palatium.
All'epoca in cui il proprietario era Federico I, il castello divenne una roccaforte in mattoni sul modello del castello di Legnica. Dal 1522 al 1524, ebbe luogo un'altra opera di ampliamento del castello in stile rinascimentale, dove furono erette altre due torri sui lati nord e sud. I lavori sono stati diretti da Wendelin Rosskopf di Zgorzelec. Nella seconda metà del XVI secolo, l'affittuario di Grodziec era Leonard von Skopp, e poi là Enrico XI aveva la sua sede.
Durante la guerra dei 30 anni, nel settembre 1633, una parte significativa del castello fu distrutta da un incendio, diventando negli anni successivi una rovina crescente. Negli anni 1633-1672 fu effettuata la parziale ristrutturazione. Nel 1675, il castello divenne proprietà dell'imperatore Leopoldo I, il quale cinque anni dopo lo diede in pegno al conte Walter von Gallas. Il successivo proprietario fu nel 1700 il barone Hans von Frankenberg, e nel 1749 il feldmaresciallo conte Friedrich Leopold von Gessler. Dal 1800, il proprietario del castello fu il conte Hans Heinrich VI von Hochberg di Książ e Mieroszów. Durante il suo regno, il castello fu rinnovato. Una parte del palatium è stata ricostruito, tra l'altro, una parte delle camere è stata restaurata, alcune sale sono piene di monumenti e sono aperte ai turisti.  A quel tempo, il castello era uno dei primi monumenti in Europa appositamente adattati per scopi turistici. Nel 1823 il castello divenne proprietà di Wilhelm Christian Benecke di Berlino. 
Willibald von Dirksen acquistò la tenuta nel 1899. Dopo esser stato nobilitato, decise di restaurare il castello, e quindi nel 1906 ordinò la ricerca e la preparazione del progetto all'architetto Bodo Ebhardt, che lo realizzò nei due anni successivi. Sulla base dei risultati della ricerca, fu deciso di non effettuare la ricostruzione dell'intero edificio. Il mastio, le mura sud-orientali insieme agli edifici vicini, nonché i resti di oggetti situati sul castello inferiore furono conservati sotto forma di rovine permanenti. I primi lavori di conservazione furono effettuati nelle camere, in particolare, furono coperte con un nuovo tetto. Sebbene in origine fosse un tetto a due falde, Bodo Ebhardt ha deciso di restaurarlo a un tetto a padiglione. Le porte del castello e le mura perimetrali con gallerie furono completamente ricostruite.
L'ultimo proprietario del castello, Herbert von Dirksen, il noto politico nazista e fidato collaboratore di Hitler, visitò spesso il castello negli anni 1939-1945 e anche negli ultimi mesi di guerra. Dopo la sua cattura, fu prima interrogato dai sovietici e poi portato dagli ufficiali tedeschi dietro la linea del fronte, da dove raggiunse il Reich. Nel 1945, il castello conteneva reperti provenienti dai musei di Breslavia e dalla Biblioteca di Stato di Berlino.
Negli anni '60 del XX secolo, il castello apparteneva al governatore della contea di Zlotoryja. Nel 1978 apparteneva al comune di Złotoryja, e attualmente l'inquilino del castello è Zenon Bernacki. Nel 2004-2005, il castello è diventato un luogo per le riprese di film svedesi, francesi, belgi e russi.
Nel castello vengono organizzati anche eventi regionali e internazionali:
- Torneo cavalleresco di Legnica-Brzeg per l'anello d'argento castigliano,
- Festival internazionali delle bande musicali di confine,
- Festival della canzone slesiana,
- Festival dell'agriturismo del vino e dell'idromele,
- The Witcher School, l'edizione polacca di gioco di ruolo dal vivo nel mondo di Gerald of Rivia[5].

## Architettura
Oggi il complesso è costituito dal castello superiore e dall’esterno con dimensioni di 270x140 metri. Gli edifici del castello superiore formano un esagono di forma irregolare, in cui gli elementi dominanti sono: il palazzo principale (palatium), la torre nord e il possente mastio sul lato sud. Il palazzo una delle poche residenze principesche sopravvissute in Slesia. Sono caratterizzati dai diversi spessori di mura: 5 metri alla base e 2 metri al piano terra. Il dongione è costruito a forma di quadrato con la base di 16 metri, l'altezza di oltre 26 metri e dispone di sei livelli. La seconda torre più piccola si chiama "Vecchia". È coronato dal tetto a padiglione, sotto il quale si apre il portico difensivo con le merlature rettangolari e le buche per lancio delle frecce. La comunicazione tra le torri e il palazzo avveniva attraverso le terrazze di legno e i portici costruiti sulle mura. La protezione è rafforzata dai bastioni estesi e dalle caponiere. Oltre a questo, la sicurezza del castello è assicurata dal precastello affiancato da torrette.
Il castello principale ha due livelli. Su quello inferiore c'è il serbatoio con acqua potabile e cantine, che un tempo erano una birreria, una dispensa e una sala da pranzo per la servitù. Al piano terra c'erano le stanze per gli ospiti, mentre dopo la ricostruzione, qui sono state attrezzate la taverna per i viandanti e la cucina. Ci sono anche due sale a questo livello:
- grande, detta "Sala Grande",
- più piccola, con camino gotico , decorata di creature leonine.

Il primo e il secondo piano svolgevano funzioni residenziali, come testimoniano le aperture delle finestre, precedentemente decorate con vetrate . Nella parte settentrionale del secondo piano si trova una cappella, adiacente alla Sala dei Cavalieri (la caminata più rappresentativa del castello). Da questa stanza, portali gotici conducono alle stanze adiacenti. Erano le stanze della principessa e del suo cortile. Il livello più alto del palazzo è occupato dal portico difensivo vuoto.